# Улица Добролюбова (Владикавказ)
Улица Добролюбова — улица во Владикавказе, Северная Осетия, Россия. Находится в Промышленном муниципальном округе между улицами Бутаева и Минина. Начинается от улицы Бутаева.
Улица названа именем русского литературного критика Николая Добролюбова.
Улица образовалась во второй половине 50-х годов XX столетия. 25 мая 1957 года городской совет присвоил переулку, который начинался на юг от улицы Минина между кварталами 825 и 559 наименование улица Добролюбова.